# L'Affiche rouge (livre)
Pour les articles homonymes, voir Affiche rouge (homonymie).
L'Affiche rouge est un livre du journaliste et écrivain Philippe Ganier-Raymond, paru le 5 mai 1975, quelques mois avant le film L'Affiche rouge de Franck Cassenti. L'ouvrage rappelle l'action des combattants des FTP-MOI du Groupe Manouchian-Boczov-Rayman, résistants parisiens fusillés le 21 février 1944, qui ont joué un rôle important dans l'histoire du communisme et celle de la Résistance intérieure française, dont le tiers était polonais et plus de la moitié juifs.

## Sujet
Le livre rappelle l'action des combattants des FTP-MOI du Groupe Manouchian-Boczov-Rayman. Sur ses sept chapitres, un est consacré à Boczov, un autre à Missak Manouchian, un troisième à Thomas Elek et un autre à Marcel Rajman.

## Inspiration
Le livre s'inspire d'un autre publié en 1951, Pages de gloire des 23, édité par l'Association des anciens FFI-FTP aux Éditions France d'Abord en février 1951, postfacée par son président Charles Tillon, et le Comité français pour la Défense des Immigrés, préfacée par son président Justin Godart.
Le livre suit d'un an celui que Mélinée Manouchian a consacré à son mari Missak, publié en 1974 aux Éditeurs français réunis. Il a par ailleurs été publié à quelques mois d'intervalle de la sortie en mars 1976 du film de Franck Cassenti, L'Affiche rouge. L'année 1976 voit aussi, au mois de mai, la sortie du livre La Rouquine aux éditions Balland, des propos en forme de mémoires d'Alphonse Boudard, recueillis par Martin Rolland, le titre de l'ouvrage se référant à Lucienne Goldfarb, du réseau de résistants de la rue de l'Immeuble, accusée d'avoir dénoncé ses camarades à la police dès 1943 par les FTP MOI, déclenchant la première des trois vagues d'arrestations, puis propriétaire d'un hôtel de passe 10 bis, rue du Débarcadère à Paris (17e).

## Histoire
L'enquête de l'auteur illustre la façon dont les combattants FTP-MOI du Groupe Manouchian-Boczov-Rayman ont utilisé leurs compétences professionnelles spécifiques, liées à leur secteurs d'emploi, par exemple les espagnols des poudrières qui ont volé des explosifs « remis aux artificiers hongrois » ou encore les tailleurs et fourreurs juifs des quartiers populaires de l'est de Paris, « à qui les Allemands ont eu la légèreté de passer commande de sous-vêtements », font baigner leur laine dans la poudre de verre. Le livre détaille les règles « très strictes » fixées pour chaque FTP MOI: couper toute relation avec des personnes étrangères à la lutte armée; habiter seul, jamais à son domicile légal, ne jamais donner son vrai nom, ni porter ses papiers, vrais ou faux, lors d'une action, ne porter ses armes que pendant les attentats et les remettre immédiatement au responsable désigné, en comptant « le nombre de balles tirées ».
L'auteur estime que « les instructions sont rares, le matériel insuffisant », alors que les FTP, français et étrangers, savaient parfaitement que, depuis la fin de 1942, les groupes gaullistes de Seine et de Seine-et-Oise avaient reçu des quantités considérables d'armes automatiques et de plastic, les responsables communistes demandant, « conformément aux décisions du CNR », à obtenir leur part d'un stock, qu'ils estimaient sous-évalué.
C'est le premier livre à indiquer que trois décennies plus tard, Pierre Goldman, dans sa cellule, avait une photographie de l'un des 23, le combattant juif clandestin Marcel Rayman. « Au début, il y avait les Juifs… la préhistoire de la Résistance », y écrit Ganier-Raymond.
Le récit ne traite pas seulement des combattants du Groupe Manouchian-Boczov-Rayman, mais aussi d'autres FTP-MOI comme Fernand Zalkinov, résistant jugé dans un autre procès et fusillé en 1942. Une phrase tirée de sa dernière lettre y est « souvent citée » et même « mise en exergue »,.

## Personnes décrites
Le livre est un récit d'histoire se basant sur des recherches d'archives et des témoignages personnels, l'ensemble des personnes décrites ont existé. Parmi elles, Lucienne Goldfarb, présentée comme une des responsables de la première vague d'arrestations de jeunesses résistants communistes des FTP MOI parisiens, en mars 1943, parmi lesquels Henri Krasucki, via des confidences aux policiers en échange de la livraison de colis à ses parents arrêtés et qui deviendra après la guerre tenancière d'un célèbre hôtel de passe, rue du Débarcadère, haut lieu de la galanterie parisienne, comme elle l'a raconté elle-même dans son livre, La Rouquine, qui a inspiré La Vénitienne, un téléfilm de 90 minutes, scénarisé par Gilles Perrault et Daniel Psenny, avec Thierry Frémont, Laurent Terzieff et Catherine Samie, tourné en 2009 sur l'histoire d'une vieille femme assassinée dont le meurtre pourrait être lié à une vengeance datant de l'époque de la Résistance.

## Accueil
Publié par Fayard le 5 mai 1975, le livre obtient un succès de librairie.
Édité la première fois chez Fayard en 1985, il est réédité chez Marabout, 1985, avec un sous-titre: "L'Affiche rouge. Juifs, étrangers, communistes, ils furent les premiers résistants", l'année où l'auteur est longuement interviewé en clôture du film de Mosco Boucault, "Des terroristes à la retraite: il y "avance l'hypothèse selon laquelle la politique nationale, adoptée par la direction communiste, ne pouvait s'accommoder de la reconnaissance du fait que l'action du parti à Paris s'était appuyée essentiellement sur des immigrés. Cette analyse vient à l'appui d'un soupçon, formulé dans le film par la veuve de Manouchian, Mme Mélinée Manouchian, et par le frère d'un de ses compagnons, M. Simon Rayman, et selon lequel la direction du PC aurait délibérément laissé prendre par les policiers français et par les Allemands ces combattants".
Le magazine Actuel publie au même moment un article sur les FTP-MOI de Toulouse évoqués dans le film, arrêtés alors qu'un policier français avait averti la Résistance du coup de filet les visant, en accusant Casimir Lucibello, président d'une association d'anciens combattants communistes à Toulouse de n'avoir pas averti les futures victimes.

## Chronologie
- 1951 : publication de Pages de gloire des 23, édité par l'Association des anciens FFI-FTP aux Éditions France d'Abord en février 1951, postfacée par son président Charles Tillon, et le Comité français pour la Défense des Immigrés, préfacée par son président Justin Godart[22].
- 1962 : publication par David Diamant de Héros juifs de la Résistance française, préface de Charles Lederman, Éd. Renoveau, 1962.
- 1967 : publication par David Diamant de Jeunesse dans la guerre d'Espagne, 1936-1939. Éd. Livre Renouveau-Idisz, Paris-Varsovie, 1967 (en yiddish).
- 1967 : parution de On les nommait des étrangers de Gaston Laroche, aux Éditions sociales.
- 1967 : l'ouvrage Le Parti communiste français dans la Résistance[23], passe sous silence l'exécution du général Ritter en 1943 par les FTP-MOI menés par Marcel Rajman[24].
- 1970 : publication par bioLogiste du livre Les Parias de la Résistance, qui regrette le traitement mémoriel infligé aux combattants FTP-MOI pendant les années 1950 puis la décennie suivante, en révélant que des résistants français ont inscrit à leur crédit des attentats réalisés par ceux de la MOI (Main d'œuvre Immigrée).
- 1971 : publication par David Diamant des Juifs dans la Résistance française (avec armes ou sans armes). Préface d'Albert Ouzoulias. Postface Charles Lederman, aux éditions Le Pavillon.
- 1974 : publication du livre Manouchian, la libération par l'armée du crime, par Mélinée Manouchian aux Éditeurs français réunis.
- automne 1975 : Souvenirs obscurs d'un juif polonais né en France de Pierre Goldman, évoquant les FTP-MOI.
- 1976 : sortie du livre La Rouquine aux éditions Balland, des propos en forme de mémoires d'Alphonse Boudard, recueillis par Martin Rolland.
- automne 1976 : sortie des mémoires de Roger Pannequin, ex-patron de la MOI au parti communiste, avant qu'elle ne soit marginalisée en 1953, citant des résistants juifs selon lesquels nombre d'exploits de FTP parisiens ont en réalité été accomplis par deux Juifs, Joseph Boczov pour les déraillements de trains et Marcel Rayman pour les autres attentats[25].
- 1985 : diffusion du film Des terroristes à la retraite sur Antenne2.